# 하나비 (카드 게임)

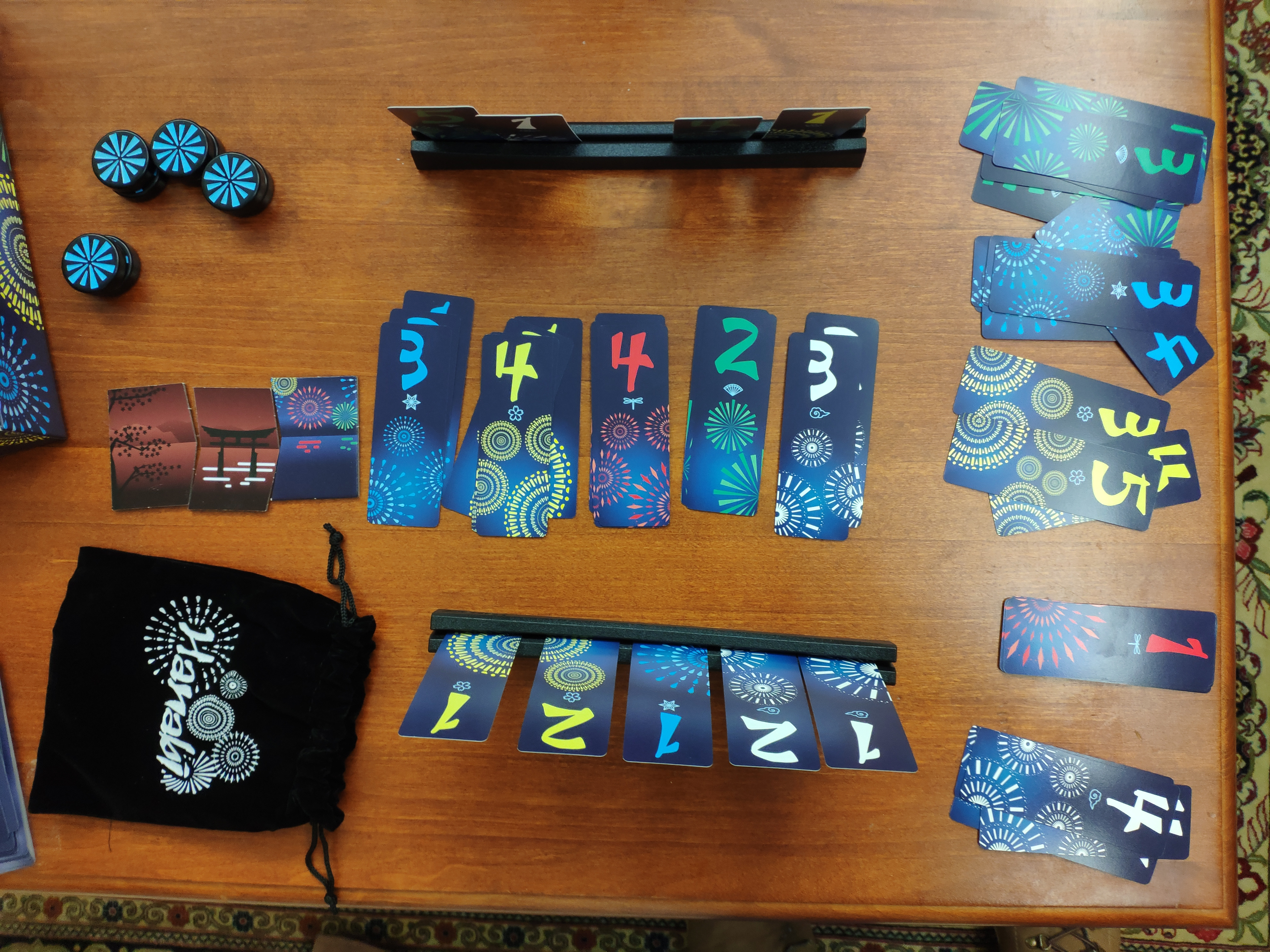

하나비(Hanabi)는 플레이어들이 자신의 카드가 아닌, 다른 플레이어들의 카드들을 인식한 후, 폭죽을 터뜨리는 것과 같은 순서로 게임하는 일련의 협력 카드 게임이다. 게임 동안에 플레이어들이 다른 플레이어들에게 줄 수 있는 정보의 유형 및 총 개수는 정해져 있다. 2013년에 하나비는 올해의 최고 보드 게임에게 주어지는 권위있는 산업상, Spiel des Jahres을 수상했다.

## 게임 플레이
하나비 덱은 숫자 1이 3개, 숫자 2, 3, 4가 각 2개씩, 숫자 5가 1개로 구성돼 있으며, 5가지 색상이다. 게임은 '정보 토큰' 8개와 '퓨즈(fuse) 토큰' 3개로 시작하며, 플레이어는 플레이어들의 수에 따라서 4 또는 5개의 카드를 한 손에 받는다. 인도 포커에서와 같이, 각 플레이어는 상대 플레이어들의 카드를 볼 수 있지만 자신의 카드는 볼 수 없게 카드들을 손에 든다. 게임이 진행되는 동안, 플레이어는 각 차례마다 다음의 작업 중 하나를 수행해야 한다.
- 정보 제공: 플레이어는 한 명의 다른 플레이어에게 그 플레이어가 갖고 있는 카드 번호의 개수 또는 카드 색상을 알려 준다. 플레이어들은 완전하고 정확한 정보를 제공해야하지만, 어떤 것이 없다는 것을 제공하면 안된다. 정보를 제공하면 '정보 토큰' 1개가 소모된다.

- 카드 폐기: 플레이어는 자신의 손에서 카드 한 개를 선택해 '폐기 더미'에 추가한다. 그 카드는 폐기된 것이며 더 이상 플레이되지 않는다. 카드를 폐기하면 '정보 토큰' 1개가 보충된다.

- 카드 플레이: 플레이어는 카드 플레이를 시도한다. 그 카드가 플레이되지 않은 색상의 번호 1이거나 플레이된 색상의 다음 번호라면, 그 플레이는 성공이다. 그렇지 않으면, 퓨즈 토큰이 소모되며 잘 못 플레이된 카드는 폐기된다. 어떤 한 색상이 1번부터 5번까지 성공적으로 플레이되면 '정보 토큰' 1개가 보충된다. 플레이가 성공이든지 아니든지, 그 플레이어는 교체 카드 한 개를 카드덱에서 손으로 가져온다.

'퓨즈 토큰' 또는 카드 덱이 전부 소모되거나 다섯 벌의 카드가 성공적으로 플레이될 때까지 게임이 계속 된다. 카드 덱이 전부 소모된 이후에도 한 차례를 더 플레이하며, 다섯 벌이 모두 플레이되면 우승이다. 게임이 끝나면, 각 색상에서 가장 높은 숫자를 합산한다. 가능한 최고 점수는 25점이다.

## 같이 보기
- 세븐원더스
- 타케노코 (보드 게임)